# Explorers
Pour plus de détails, voir Fiche technique et Distribution.
Explorers est un film de science-fiction américain réalisé par Joe Dante et sorti en 1985. Il met en scène Ethan Hawke et River Phoenix, débutants au cinéma, ainsi que Jason Presson dans les rôles d'une bandes de jeunes garçons construisant un vaisseau spatial.
Sorti à la hâte par le studio sans effets spéciaux finalisés, le film sort aux États-Unis une semaine après Retour vers le futur. Il sera un échec commercial. Cependant, Explorers deviendra au fil du temps un film culte, notamment à sa sortie en VHS.

## Synopsis
Ben Crandall (Ethan Hawke) est un jeune garçon passionné par les extraterrestres, vivant dans la banlieue du Maryland. Il aime regarder de vieux films de science-fiction. Il fait chaque nuit des rêves étranges. Il y voit un gigantesque circuit imprimé. Avec l'aide de ses amis Wolfgang (River Phoenix) et Darren (Jason Presson), ils parviennent à reproduire ce circuit et découvrent qu'il sert à développer un champ de force. À l'aide de celui-ci et de matériaux récupérés de la casse du père de Darren, ils construisent un vaisseau spatial. Ils le baptisent dans la VO Thunder Road, du nom de la chanson de Bruce Springsteen. Dans la VF, le vaisseau devient Born in America, dérive de Born in the USA.

## Fiche technique
Sauf indication contraire, les informations mentionnées dans cette section peuvent être confirmées par la base de données cinématographiques IMDb,  présente dans la section « Liens externes ».
- Titre original et français : Explorers
- Réalisation : Joe Dante
- Scénario : Eric Luke (en)
- Musique : Jerry Goldsmith
- Photographie : John Hora (en)
- Montage : Tina Hirsch
- Maquillage : Rob Bottin
- Production : David Bombyk et Edward S. Feldman (en)
- Société de production : Paramount Pictures
- Distribution : Paramount Pictures
- Budget : entre 20 et 25 millions de dollars[2],[3]
- Pays de production :  États-Unis
- Langue originale : anglais
- Format : couleur (Technicolor) - 1.85:1 - son Dolby
- Genre : aventures, science-fiction
- Durée : 109 minutes
- Dates de sortie :
  - États-Unis : 12 juillet 1985
  - France : 18 décembre 1985
- Classification[4] :
  - États-Unis : PG
  - France : tous publics

## Distribution
- Ethan Hawke (VF : Damien Boisseau) : Ben Crandall
- River Phoenix (VF : Rodolphe Schacher) : Wolfgang Müller
- Jason Presson (VF : Rachid Ferrache) : Darren Woods
- Bobby Fite (en) (VF : Franck Baugin) : Steve Jackson
- Amanda Peterson (VF : Amélie Morin) : Lori Swenson
- James Cromwell (VF : Bernard Woringer) : M. Müller
- Dana Ivey (VF : Béatrice Delfe) : Mme Müller
- Taliesin Jaffe : Ludwig Müller
- Meshach Taylor : Gordon Miller
- Dick Miller (VF : Sady Rebbot) : Charlie Drake
- Brooke Bundy (VF : Jocelyne Darche) : la professeur de sciences
- Tricia Bartholome (VF : Séverine Morisot) : la fille dans la classe
- Eric Luke (en) : le professeur de Darren
- Danny Nucci : l'enfant méchant à l'école
- Bradley Gregg (en) : un complice de Steve Jackson
- Georg Olden : un complice de Steve Jackson
- Chance Schwass : un complice de Steve Jackson
- Mary Kay Place : Mme Crandall (non créditée)
- Leslie Rockert : Neek
- Robert Picardo : Starkiller / Wak / le père de Neek et Wak
- Frank Welker : le père alien (voix)

## Production

### Genèse et développement
Wolfgang Petersen devait réaliser le film mais voulait le tourner dans son pays natal, l'Allemagne. Paramount Pictures refuse et propose finalement le projet à Joe Dante,.

### Attribution des rôles
Ce film marque les débuts au cinéma de River Phoenix et Ethan Hawke. Ce dernier a passé du temps avec le réalisateur Joe Dante pendant le tournage, notamment pour regarder les films Hurlements ou Piranha avec lui et s'imprégner de la culture des films de séries B de Roger Corman. River Phoenix avait quant à lui auditionné au départ pour le rôle de Darren Woods.
Le scénariste du film, Eric Luke (en), interprète le professeur de Darren dans le film.

### Tournage
Le tournage a lieu en octobre 1984. Il se déroule en Californie : à Petaluma, Glendale, Burbank et Redondo Beach
.
La vue sur les « lumières de la ville » est en réalité une maquette dont une portion est en forme de circuit électronique, avec des portes logiques et des circuits intégrés.

## Postproduction

### Montage et effets spéciaux
Le film n'a jamais été vraiment achevé, le studio ayant décidé d'avancer la date de sortie du film en salles pour le sortir en saison estivale (12 juillet 1985 aux États-Unis). Ceci expliqua en partie l'échec lors de sa sortie, d'autant que le concert événement mondial Live AID a eu lieu le même week-end.
Une version restaurée director's cut a été envisagée par Joe Dante, avec un financement participatif de fans, mais Paramount Pictures ne possède plus aucun négatif du film.

### Musique
La musique du film est composée par Jerry Goldsmith. Un premier album est publié par MCA avec de ses certaines compositions ainsi que trois chansons dont All Around the World interprétée par Robert Palmer (on peut entendre la version de Little Richard dans le film).
Liste des titres de l'album
1. The Construction (2:25)
2. Sticks and Stones (2:03)
3. No Air (2:24)
4. Less Than Perfect - (4:06) interprété par Red 7
5. The Bubble (1:43)
6. First Flight (2:45)
7. This Boy Needs to Rock - (3:57) interprété par Night Ranger
8. All Around the World -  (2:18) interprété par Robert Palmer
9. Free Ride (3:33)
10. Fast Getaway (4:47)
11. She Likes Me (2:28)
12. Have a Nice Trip (7:54)

En 2011, Intrada Records publie un album avec l'intégrale des compositions de Jerry Goldsmith. L'album contient 33 pistes dont l'ouverture de l'opéra Tannhäuser de Richard Wagner et Space Movie d'Alexander Courage.

## Accueil

### Box-office
Explorers sort sur le sol américain le 12 juillet 1985 dans 1 750 salles. Il pâtit cependant de la forte concurrence ce week-end là de la diffusion du concert mondial évènement du Live Aid. De plus, le box-office est alors totalement dominé par Retour vers le futur de Robert Zemeckis, sorti quelques jours plus tôt. Explorers souffre alors de son faible premier week-end d'exploitation et ne restera pas longtemps à l'affiche. Il finit aux États-Unis avec un total de 9 873 044 $ au box-office. Dans un article du Los Angeles Times revenant sur l'échec du film comparé à d'autres flops commerciaux de cet été, un exécutif de la Paramount répond : « voici un merveilleux morceau de matériaux. Mais au moment où il est sorti, tu avais l'impression de l'avoir déjà vu. » Dans la plupart des autres pays, le film sort bien plus tard, en décembre. Il sort en France le 18 décembre où il enregistrera finalement 230 801 entrées.

## Distinctions
Source : Internet Movie Database

### Récompense
- Young Artist Awards 1986 : meilleure performance d'un jeune acteur pour River Phoenix

### Nominations
- Saturn Awards 1986 : meilleurs effets spéciaux et meilleur maquillage
- Young Artist Awards 1986 : meilleure performance d'un jeune acteur pour Ethan Hawke, meilleure performance d'une jeune actrice Amanda Peterson et meilleur film familial d'aventure

## Commentaire

### Ordinateur
L'ordinateur utilisé par Wolfgang pour contrôler la bulle, puis le vaisseau, est un Apple IIc, sorti en avril 1984 et qui était pourvu d'un processeur à 1,4 MHz et de 128 ko de RAM.

### Clins d’œil
On peut lire sur la première page d'un journal : « Kingston Falls mystery still unsolved » (« le mystère de Kingston Falls reste entier »). Kingston Falls est le nom de la ville fictive où se déroule principalement l'action de Gremlins (1984), le précédent film de Joe Dante.
Le nom de l'école est Charles M. Jones, en référence au nom de naissance de Chuck Jones, créateur de plusieurs personnages des Looney Tunes et Merrie Melodies et qui,.
Le rat de Wolfgang s'appelle Heinlein, en référence à Robert A. Heinlein, auteur de nombreux romans de science-fiction.
Le nom Starkiller a été donné en clin d’œil à Star Wars. George Lucas avait initialement baptisé son personnage Luke Starkiller, avant de le modifier en Luke Skywalker.

## Projet d'adaptation en série télévisée
Après un projet de remake évoqué en 2014, une série télévisée basée sur le film est annoncée en Novembre 2018, pour la chaîne Paramount Television. Le script de l'épisode pilote doit être écrit par Cary Fukunaga et David Lowery.